# كريس براون (رياضي)
كريس براون (بالإنجليزية: Chris Brown) مواليد 15 أكتوبر 1978، هو عداء بهامي متخصص في سباق 400 متر. شارك في دورة الألعاب الأولمبية وحصل على الميدالية الذهبية والميدالية الفضية. فاز بالميدالية الذهبية في بطولة العالم لألعاب القوى.

## الميداليات
| الميدالية | المسابقة                                        |
| --------- | ----------------------------------------------- |
| ذهبية     | الألعاب الأولمبية الصيفية 2012                  |
| فضية      | الألعاب الأولمبية الصيفية 2008                  |
| برونزية   | الألعاب الأولمبية الصيفية 2000                  |
| ذهبية     | بطولة العالم لألعاب القوى 2001                  |
| فضية      | بطولة العالم لألعاب القوى 2005                  |
| فضية      | بطولة العالم لألعاب القوى 2007                  |
| برونزية   | بطولة العالم لألعاب القوى 2003                  |
| ذهبية     | بطولة العالم لألعاب القوى داخل الصالات 2010     |
| فضية      | بطولة العالم لألعاب القوى داخل الصالات 2014     |
| برونزية   | بطولة العالم لألعاب القوى داخل الصالات 2006     |
| برونزية   | بطولة العالم لألعاب القوى داخل الصالات 2008     |
| برونزية   | بطولة العالم لألعاب القوى داخل الصالات 2012     |
| ذهبية     | دورة الألعاب الأمريكية 2007                     |
| ذهبية     | دورة الألعاب الأمريكية 2007                     |
| ذهبية     | بطولة أمريكا الوسطى والكاريبي لألعاب القوى 2003 |
| ذهبية     | بطولة أمريكا الوسطى والكاريبي لألعاب القوى 2005 |
| فضية      | بطولة أمريكا الوسطى والكاريبي لألعاب القوى 2003 |
| برونزية   | بطولة أمريكا الوسطى والكاريبي لألعاب القوى 2005 |

## روابط خارجية
- كريس براون على موقع الاتحاد الدولي لألعاب القوى (الإنجليزية)
- كريس براون على موقع الدوري الماسي (الإنجليزية)
- كريس براون على موقع اللجنة الأولمبية الدولية (الإنجليزية)
- كريس براون على موقع أوليمبيديا (الإنجليزية)
- كريس براون على موقع اتحاد ألعاب الكومنولث (مؤرشف) (الإنجليزية)